# Меир из Падуи
Меир из Падуи, также Меир бен-Исаак из Каценеленбогена или Меир Падуанский, — итальянский талмудист, автор 90 респонсов, опубликованных им самим. Отец раввина Самуэля (1521—1597).

## Биография
Родился в Каценеленбогене (Германия) ок. 1482 года, сын Исаака (бен-Исаак).
Одним из учителей Меира был известный казуист Яков Поллак в Праге. Оттуда он переехал в падуанский иешибот рабби Иуды Минца, на внучке которого затем и женился, и занял его пост главного раввина Падуи. Номинально он состоял раввином Венеции.
Меир пользовался великим уважением своих современников и считался авторитетным талмудистом.
Умер в Падуе в 1565 году.

## Издания
Судя по его 90 респонсам (опубликованным им самим), респонсам рабби Иуды Минца и Моше Иссерлеса, — его решения отличались свободомыслием.
В «Scheerit Joseph» pабби Иосиф бен-Mopдехай Гершон Кац рассказывает, будто Меир велел ему не полагаться на мнение самого Меира, которого не может проверить по Талмуду ввиду того, что последний предан сожжению. Об этом сожжении упоминает Ганз и Гейльприн как о факте, случившемся в 1553 или 1554 г. при папе Юлии III.
В одном из своих респонсов (№ 78) Меир удостоверяет, что гафтара для Йом-киппура, за исключением первых её трёх стихов, читалась на острове Кандии (венецианское название острова Крита) по-гречески.
В сборник Иссерлеса вошли многие респонсы Меира, а к своему собственному изданию Меир прибавил сочинение своего тестя Иуды Минца «Seder Gittin wa-Chalizah» и подробный индекс.
Издал «Иад га-Хазака» Маймонида с некоторыми комментариями и собственными примечаниями (Венеция, 1550).